# Сен Бартелми
Сен Бартелмѝ (на френски: Saint Barthélemy) е отвъдокеанско владение на Франция в Карибско море. В резултат на референдума, проведен през 2003 г., на който жителите на Сен Бартелми гласуват за откъсване от Гваделупа, на 22 февруари 2007 г. Сен Бартелми получава отделен статус: отвъдморска общност на Франция. Най-голям град и административен център е Густавия.
Островът е разположен на 35 km югоизточно от Синт Мартен. Той е с вулканичен произход и е обграден от плитки рифове. Площта му е 25 km2, а населението – около 10 хил. души.
Това е единственият карибски остров, който някога е бил шведска колония за известно време. Преди края на Наполеоновите войни, Гваделупа попада под шведска власт в продължение на почти век. Трите корони на шведския герб все още присъстват на герба на Сен Бартелми. Все пак, езикът, кухнята и културата са несъмнено френски. Островът е популярна туристическа дестинация през зимата, като е насочен към висококласния луксозен туристически пазар.